# Iciligorgia capensis
Iciligorgia capensis är en korallart som först beskrevs av Thomson 1911.  Iciligorgia capensis ingår i släktet Iciligorgia och familjen Anthothelidae. Inga underarter finns listade i Catalogue of Life.